# Tirosina
La tirosina (abreujat Tyr o Y) és un dels 20 aminoàcids que utilitzen les cèl·lules per sintetitzar proteïnes. Els seus codons són UAC i UAU i es caracteritza per tenir una cadena lateral polar. La seva síntesi es produeix a partir de la hidroxilació d'un altre aminoàcid: la fenilalanina. Per tant, la tirosina no es considera un aminoàcid essencial en els mamífers, mentre que la fenilalanina sí que ho és. La tirosina és un precursor de les hormones tiroidals, les catecolamines i la melanina.
La paraula 'tirosina' prové de la paraula llatina tyros que significa 'formatge', ja que va ser descoberta en la proteïna caseïna del formatge el 1846 pel químic alemany Justus von Liebig.
Es coneixen tres isòmers diferents de la tirosina: meta-tirosina, orto-tirosina i para-tirosina. Aquest últim és el més conegut i estudiat i també anomenat L-tirosina.

## Propietats
Com tots els aminoàcids està formada per un carboni central alfa (Cα), unit a un àtom d'hidrogen (-H), un grup carboxílic (-COOH), un grup amino (-NH2) i una cadena lateral que determina les seves propietats.
Igual que la majoria d'aminoàcids, exceptuant el cas de la glicina, la tirosina presenta una asimetria en el carboni alfa, de manera que no pot superposar-se a la seva imatge en el mirall.
La tirosina es classifica dins dels aminoàcids aromàtics perquè presenta un anell aromàtic i normalment es considera un aminoàcid polar i protonable. A causa d'aquest anell conjugat, la tirosina, igual que el triptòfan, presenta un caràcter lleugerament hidròfob, tot i que és atenuat pel grup hidroxil que també conté a l'extrem de la cadena lateral. La tirosina sol trobar-se sense càrrega, tot i que pot ionitzar-se a pH elevat i per tant, presentar una càrrega negativa. Com en tots els grups ionitzables, el pKa exacte de la tirosina dependrà en gran manera de l'entorn dins la proteïna. Tirosines que es troben a la superfície d'una proteïna, generalment tindran un pKa més baix que aquelles que s'hi trobin a l'interior; la ionització de l'ió hidroxil seria extremadament inestable a l'interior hidròfob d'una proteïna.
Pel que fa a la solubilitat, se sap que és soluble en aigua i lleugerament soluble en alcohol.
La massa de la cadena lateral de la tirosina és propera a 163,1 dalton i l'aparició d'aquest aminoàcid a les proteïnes és del 3,5 per cent aproximadament. El seu punt isoelèctric es troba al voltant de pH 5,7.
Com tots els aminoàcids aromàtics, per la presència d'anells conjugats, absorbeix la llum amb força en la regió de l'espectre ultraviolat proper. Aquesta característica s'utilitza amb freqüència per a la detecció analítica de les proteïnes, mesurant l'absorció a 280 nm aproximadament.

## Biosíntesi
La tirosina pot arribar a l'organisme mitjançant la ingesta d'aliments amb alt contingut proteic, com el pollastre, el peix, la llet, el iogurt, els plàtans, etc., i també pot ser sintetitzada per l'organisme, raó per la
qual no és un aminoàcid essencial.

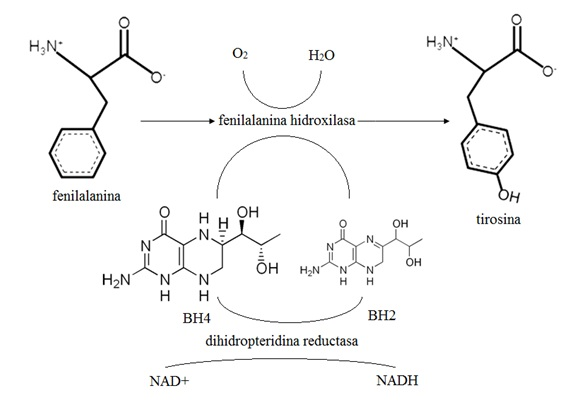
Biosíntesi de tirosina a partir de fenilalanina

En els mamífers, la síntesi de la tirosina té lloc a partir d'un procés d'hidroxilació de l'aminoàcid essencial fenilalanina, procés idèntic al de la cisteïna i la metionina. Aquest és un procés irreversible —no es pot sintetitzar fenilalanina a partir de tirosina— en el qual intervé l'enzim fenilalanina hidroxilasa amb el seu cofactor, tetrahidropterina (BH4)que s'oxida a dihidropterina (BH2). L'enzim dihidropteridina reductasa, dependent del NADH, és l'enzim que redueix la BH2 a BH4 i per tant, responsable que tingui lloc aquesta síntesi.
Com que aquest aminoàcid és el precursor de les catecolamines, de la melanina i de la tiroxina, la seva síntesi és regulada per la demanda d'aquestes molècules.
Aquest aminoàcid també pot ser sintetitzat per plantes i per microorganismes via el profanat.

## Metabolisme de la tirosina
El catabolisme de la tirosina implica la seva conversió a fumarat i a acetoacetat, per aix es pot classifica`r com a glucogènic i cetogènic.
Aquest procés s'inicia amb la transaminació de la tirosina a àcid 4-hidroxifenilpirúvic mitjançant l'enzim tirosina aminotransferasa. A continuació la producció d'àcid homogentísic, procés en el qual es produeix una descarboxilització, una oxidació, una migració de la cadena carbonada i una hidroxilació. Tot seguit de l'escissió de l'anell aromàtic de l'àcid homogentísic mitjançant l'enzim homogentisat oxidasa per obtenir maleilacetoacetat
Aquest
maleilacetoacetat patirà una isomerització de la forma cis i trans per obtenir fumarilacetat, que finalment es dividirà en fumarat i acetoacetat.
El fumarat pot ser utilitzat per obtenir energia la cicle de Krebs o bé per a la gluconeogènesi. En canvi, l'acetoacetat pot ser utilitzat per la síntesi lipídica o per la producció d'energia en forma d'Acetil-CoA.

## Funcions
La tirosina és un component del sistema nerviós central i és essencial pel correcte funcionament del cervell. La majoria de la tirosina que no és incorporada a les proteïnes és catabolitzada per la producció d'energia. A més, aquesta es pot convertir en catecolamines, que són un grup de neurotransmissors coneguts dur a terme la regulació l'estat d'ànim. Mantenir uns bons nivells de tirosina és important, ja que també influeix en la síntesi de pèptids com les encefalines. També és el precursor de la melanina, pigment responsable del color característic de la pell. Per acabar, la tirosina es troba implicada en la producció d'hormones de la tiroides.

### Precursor de neurotransmissors

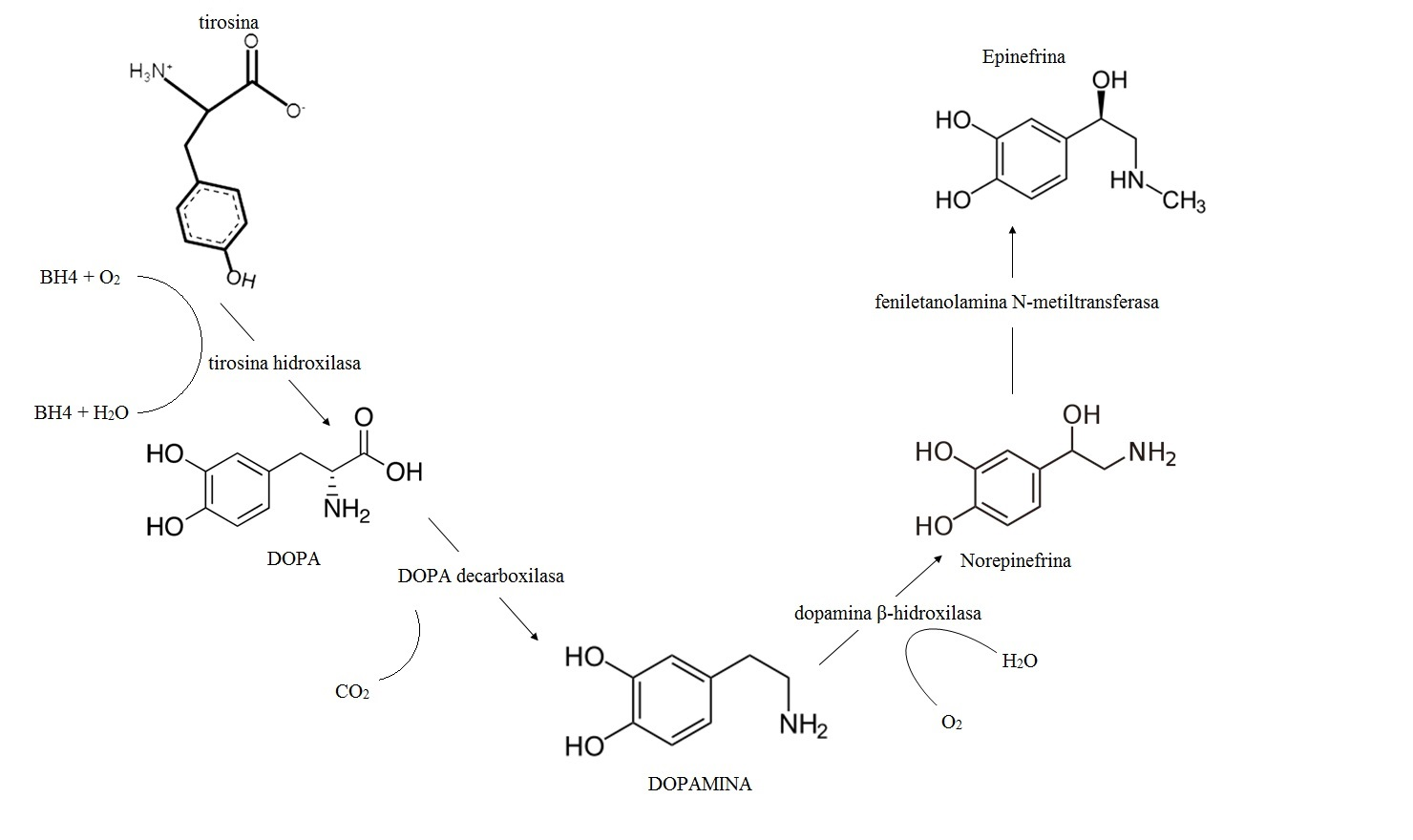
Tirosina com a precursora de neurotransmissors

La tirosina és transportada dins les neurones que secreten les catecolamines i les cèl·lules medul·lars suprarenals i adrenals, on es produeix la síntesi de
catecolamines. El primer pas és realitzat per la tirosina hidroxilasa qui
requereix el seu cofactor BH4. De la reacció d'hidroxilació s'obté DOPA (neurotransmissor). La DOPA-descarboxilasa converteix la DOPA en dopamina (un altre neurotransmissor). A la medul·la suprarenal la beta hidroxilasa converteix la dopamina en noradrenalina mitjançant la reacció d'hidroxilació.
La medul·la suprarenal també transforma la noradrenalina en epinefrina, més coneguda com a adrenalina, després de ser metilada,.
Dins d'algunes regions del cervell, aquest procés arriba fins a dopamina, mentre que a la medul·la adrenal la dopamina és transformada fins a epinefrina.

### Precursor de melanina
L'exposició de la pell a la radiació ultraviolada, fa que el DNA alliberi citocines, factors de creixement i altres factors inflamatoris per estimular la producció de melanina, que es sintetitza a cèl·lules especialitzades anomenades melanòcits. Els melanòcits són especialment abundants a la capa basal de l'epidermis i la dermis subjacent i són responsables de la pigmentació de la pell. El procés enzimàtic que porta a la fabricació de la melanina tracta d'una sèrie de reaccions en cadena que partint d'un precursor comú, la tirosina, dona lloc a tota una família de compostos: les melanines. Aquesta síntesi de la melanina comença al fetge on es converteix la fenilalanina en tirosina per l'acció de la fenilalanina hidroxilasa.

### Precursor d'hormones
L'aminoàcid tirosina serveix com un precursor de les hormones. En el cos, la L-tirosina, perquè pugui ser utilitzada per les diferents funcions, es lliura ja sigui a través del tracte gastrointestinal (GI) o és produïda per la hidroxilació de L-fenilalanina-reacció realitzada per la L-fenilalanina hidroxilasa (PH)-sent el fetge el lloc principal de la seva síntesi. Depenent de la cèl·lula i el context enzimàtic, la L-tirosina pot ser oxidada a L-dihidroxifenilalanina (L-DOPA) gràcies a l'acció de la tirosina hidroxilasa (TPH) o tirosinasa (Tyr) o mitjançant l'acció de tiroperoxidases a la tiroglobulina, transformant-se en 3-monoiodotirosina (MIT) o diiodotirosina (DIT). D'aquesta manera, dos diiodotirosina poden unir-se per formar l'hormona tiroxina a través d'accions seqüencials de peroxidasa tiroidal i deiodinases. Per la formació de l'hormona triiodotironina es necessita la unió d'una molècula MIT amb una molècula DIT, també mitjançant la catàlisi de l'enzim TPO.
Un cop sintetitzades, les hormones van a parar al torrent sanguini on són transportades fins als teixits on executen les seves funcions.

## Fosforilació de la tirosina
La tirosina és part important de la transducció de senyals a l'interior de la cèl·lula, majoritàriament senyals com factors de creixement, com el EGF (epidermic growing factor) o la insulina. Els receptors de tirosina quiansa són proteïnes integrals de membrana que contenen un extrem a la part extracel·lular de la cèl·lula amb diferents dominis específics pels lligands. A la cara citosòlica, aquests receptors, contenen un centre actiu enzimàtic, compost per una proteïna-cinasa que fosforila els residus de tirosina, mitjançant l'enzim tirosina-cinasa. Quan el lligand inicia el reconeixement del receptor es produeix la dimerització, és a dir, la unió de dos receptors amb els seus respectius lligands. Aquests dos receptors estan composts cadascuna per una proteïna alfa receptora i una beta responsable de l'activitat de fosforilació de la cinasa a la cara citosòlica. Cada subunitat beta fosforila entre un i tres residus de tirosina a prop de l'extrem carboxil terminal de l'altra subunitat beta. Aquest fenomen es coneix com a auto fosforilació.
Aquests residus de tirosina, formen llocs d'unió per altres proteïnes que contenen el domini SH2, i les proteïnes no implicades, transmeten el senyal cap a l'interior de la cèl·lula, mitjançant tirosines-cinases no receptores. Aquesta cascada de fosforilacions provoca l'amplificació i transmissió intracel·lular del senyal.

### Càncer
Existeixen una gran varietat de lligands que interactuen amb les cinases, per exemple, proteïnes estructurals, enzims metabòlics, reguladors del cicle cel·lular, etc. Per això, aquesta ruta de transducció del senyal té un paper crucial en la regulació dels processos cel·lulars i per tant en l'estat de la cèl·lula. A causa d'això, una pertorbació d'aquesta pot generar el desenvolupament de fenotips malignes, provocant l'aparició de càncer.
S'està estudiant amb l'objectiu de tractar el càncer, els inhibidors de les tirosines-cinases, els quals en aturar el procés de fosforilació, no es produeix la transducció del senyal i, per tant, evitant l'extensió del càncer.

## Trastorns relacionats amb la tirosina
S'han descrit 4 trastorns autosòmics recessius que originen
deficiències en enzims específics del catabolisme de la tirosina, les tirosinèmies
hereditàries tipus 1, tipus2 i tipus 3 i l'alcaptonúria. Excepte l'alcaptonúria,
aquests trastorns produeixen nivells elevats de tirosina a la sang
(hipertirosinèmia).
Les causes principals d'hipertirosinèmia són
1. disfunció hepatocel·lular greu
2. errors congènits del catabolisme de la tirosina: a)tirosinèmia
transitòria del nounat, resultat de la combinació d'immaduresa de l'enzim HPPD
(4-hidroxifenilpiruvat dioxigenasa), d'una ingesta elevada de proteïnes i de
una relativa deficiència de Vitamina C. b) tirosinemia tipus 1 o hepatorrenal,
deficiència de la fumaril-aceto-acetasa. c) tirosinèmia tipus 2 o oculocutanea,
deficiència de la tirosin-amino-transferasa. d) tirosinèmia tipus 3, deficiència
de l'enzim 4 HPPD (4-hidroxifenilpiruvat dioxigenasa)
3. errors innats del metabolisme: galactosèmia, glicogènesi
tipus 1, intolerància hereditària a la fructosa, acidosi làctica, malaltia de
Wilson
4. altres causes: escorbut, hipertiroïdisme, estat
postprandial
Trastorns produïts pel dèficit de tirosina:

### Alteracions en la pigmentació de la pell i Albinisme
L'albinisme es produeix quan es forma un conjunt de condicions congènites i que globalment es caracteritzen per l'absència o disminució del pigment melanina a la pell, els ulls o el cabell. Hi ha molts tipus d'albinisme i no totes les persones presenten els mateixos símptomes ni amb el mateix grau a causa de la variabilitat genètica. La melanina es sintetitza als melanòcits i a les cèl·lules de l'epiteli pigmentat per acció d'uns enzims que transformen la tirosina en una sèrie d'intermediaris, que acaben convertint-se en melanina. Evidentment, una manca de tirosina provocaria una manca de melanina, produint-se així l'albinisme.

### Alteracions del tiroides
La L-Tirosina és un precursor directe de la
tiroxina, una de les hormones primàries de la tiroide així com de l'adrenalina,
la noradrenalina, la dopamina y la L-dopa.
Major predisposició a patir estrés i alteracions en
els canvis d'humor i conducta (depressió i ansietat)
La L-tirosina és un aminoàcid necessari en la
producció de neurotransmissors incloent l'adrenalina y la dopamina. La
L-tirosina també sembla tenir un efecte estimulant en el sistema nerviós. S'ha
descobert que la L-tirosina també assisteix en optimitzar els nivells de les
hormones produïdes en la tiroide, el bon estat d'ànim, concentració y
productivitat. La L-tirosina té una acció ansiolítica o antiestrés a més de
promoure un bon estat anímic.

### Alcaptonúria
L'alcaptonúria és un error congènit del
metabolisme dels aminoàcids fenilalanina i tirosina, causat per la deficiència
de l'enzim homogentisat dioxigenasa (HGD), que determina l'acumulació d'àcid
homogentísic en sang i orina. Aquest àcid és un compost intermedi de la via de
degradació de la fenilalanina i la tirosina cap al cicle de Krebs. 

## Aliments que contenen tirosina

### Origen animal
Els aliments d'origen animal que contenen tirosina són les carns, els làctics, els peixos i els ous.

### Origen vegetal
Els aliments d'origen vegetal que contenen tirosina són els llegums, l'arròs i els cereals integrals, les pomes, els espàrrecs, els avocats, les pastanagues, l'enciam, els espinacs, els productes de soja, la síndria, el cogombre, el julivert i les ametlles.